# سوئی ونجینگ

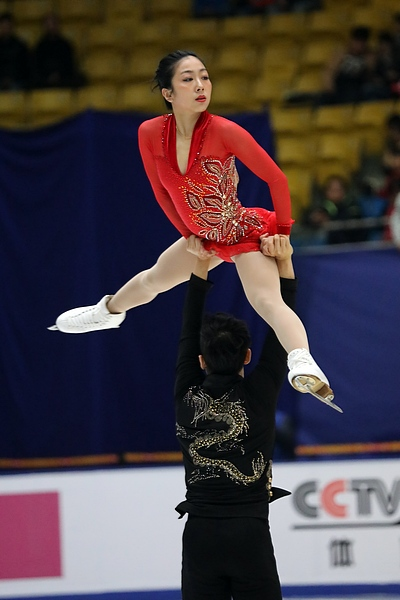
تصویر از سوئی ونجینگ در حال نمایش.

سوئی ونجینگ (انگلیسی: Sui Wenjing؛ زادهٔ ۱۸ ژوئیهٔ ۱۹۹۵) اسکیت‌باز نمایشی اهل چین است.